# لیز ویکس
لیز ویکس (انگلیسی: Liz Weekes؛ زادهٔ ۲۲ سپتامبر ۱۹۷۱) بازیکن واترپلو اهل استرالیا بود.
وی در مسابقات کشوری و بین‌المللی در مجموع برندهٔ ۲ مدال طلا شده‌است.